# Nouvelle France industrielle
 (novembre 2016).
Si vous disposez d'ouvrages ou d'articles de référence ou si vous connaissez des sites web de qualité traitant du thème abordé ici, merci de compléter l'article en donnant les références utiles à sa vérifiabilité et en les liant à la section « Notes et références ».
La Nouvelle France industrielle est une politique économique à vocation industrielle mise en oeuvre durant la présidence de François Hollande. Présentée le 12 septembre 2013 par le président François Hollande et Arnaud Montebourg, ministre du Redressement productif, elle a d'abord porté le nom des 34 plans Nouvelle France industrielle, avant d'être renommée 10 solutions pour la Nouvelle France industrielle en 2015 lors du lancement de la seconde phase du programme par le ministre de l’Économie, Emmanuel Macron.
Des plans de réindustrialisation, la Nouvelle France industrielle s'inscrit dans le cadre de la politique industrielle de la France et sa tradition colbertiste.

## Contexte
Au terme d’un an de travail conduit au sein du Conseil national de l’industrie (CNI), le gouvernement a engagé une réflexion stratégique destinée à déterminer les priorités de politique industrielle de la France. Elles sont le résultat d’une analyse très approfondie des marchés mondiaux en croissance et d’un examen précis de la place de la France dans la mondialisation pour chacun de ces marchés.
Les priorités retenues l’ont été au regard de trois critères :
1. se situer sur un marché de croissance ou présentant des perspectives de croissance forte dans l’économie mondiale ;
2. se fonder essentiellement sur des technologies que la France maîtrise, sur leur diffusion dans l’économie et leur développement ainsi que sur l’industrialisation d’une offre industrielle nouvelle ;
3. occuper une position forte sur ce marché avec des entreprises leaders, ou disposer d’un écosystème académique, technologique, économique et industriel permettant d’y occuper une place forte.

## Mise en œuvre
Lancée le 18 avril 2015, l’Industrie du futur répond à un impératif : moderniser l'appareil productif et accompagner les entreprises industrielles dans la transformation de leurs modèles d’affaires, de leur organisation, de leurs modes de conception et de commercialisation par le numérique.
En plus de l'industrie du futur, la Nouvelle France Industrielle repose sur 9 solutions industrielles qui apportent des réponses concrètes aux grands défis économiques et sociétaux et positionnent nos entreprises sur les marchés d’avenir dans un monde où le numérique fait tomber la cloison entre industrie et services : Économie des données, Objets intelligents, Confiance numérique, Alimentation intelligente, Nouvelle ressources, Ville durable, Mobilité écologique, Transports de demain, Médecine du futur.

## Plans
Des chefs de plan, très majoritairement des industriels, ont été désignés. Ces chefs de plan sont les organisateurs du travail collectif et des projets collaboratifs. Ils rendent compte des avancées de leur plan et ont préparé des feuilles de route. Pour valider ces feuilles de route, un comité de pilotage (Copil) réunissant des acteurs publics et privés a été mis en place sous l’autorité du Premier Ministre. Sa composition incarne un mode de fonctionnement interministériel par projets, dans lequel public et privé se retrouvent dans une démarche de co-construction. Cinq personnalités qualifiées, Patrick Bertrand, Jean-Martin Folz, Pierre Gardonneix, Agnès Lemarchand, Muriel Pénicaud, issues du monde industriel apportent en outre leur expertise industrielle et contradictoire à la discussion.

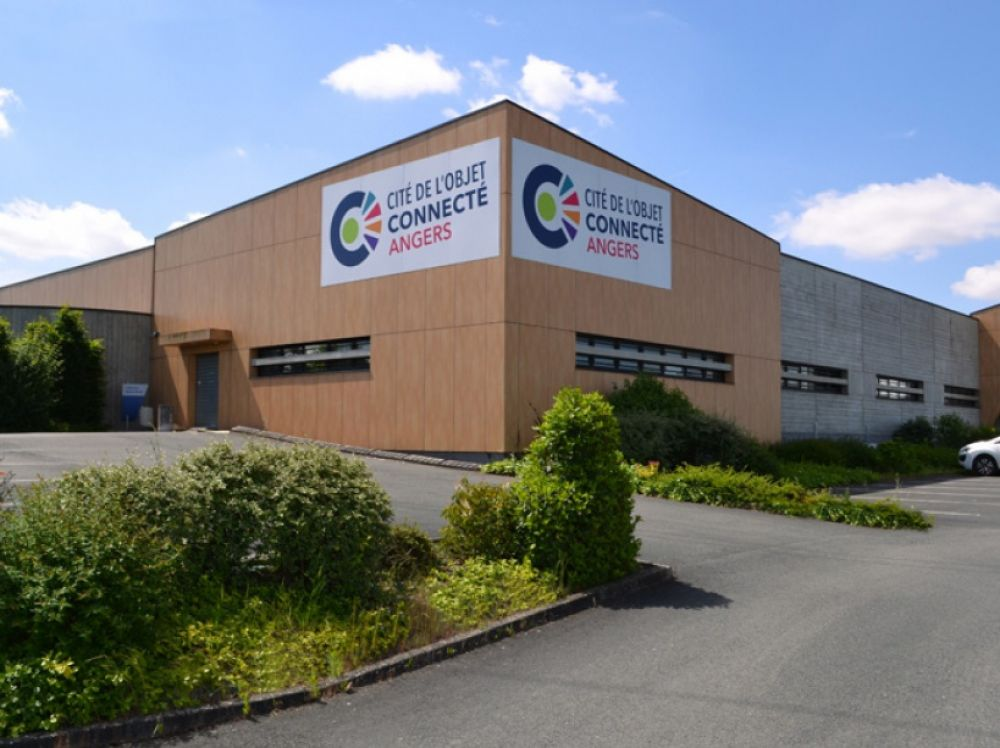
La Cité de l'objet connecté, près d'Angers. Les objets connectés sont l'un des 34 projets du plan de la Nouvelle France industrielle.

Liste des 34 plans de reconquête industrielle et des chefs de projet :
- Big data (Paul Hermelin et François Bourdoncle)
- Cloud computing (Thierry Breton et Octave Klaba)
- Objets connectés (Éric Carreel)
- Réalité augmentée (Vincent Marcatté)
- Logiciels et systèmes embarqués (Éric Bantegnie)
- Services sans contact[4] (Olivier Piou)
- E-éducation (Déborah Élaouf et Jean-Yves Hepp)
- Hôpital numérique (Christian Nibourel et Mireille Faugère)
- Cybersécurité (Patrick Pailloux)
- Nanoélectronique (Laurent Malier)
- Robotique (Bruno Bonnell)
- Supercalculateurs (Gérard Roucairol)
- Innovation dans l’agroalimentaire (Jean-Philippe Girard)
- TGV du futur (Jérôme Wallut)
- Véhicule deux litres aux 100 km pour tous (PSA Peugeot Citroën et Renault) (Gilles Le Borgne et Jean-Michel Billig)
- Véhicule à pilotage automatique (Carlos Ghosn)
- Bornes électriques de recharge (Francis vuibert)
- Autonomie et puissance des batteries (Florence lambert)
- Avion électrique (E-Fan) et nouvelle génération d’aéronefs (Jean Botti)
- Satellite à propulsion électrique (Jean-Yves Le Gall)
- Dirigeable pour les charges lourdes (Jean-Yves Longère)[5]
- Navire écologique (Laurent Castaing)
- Énergies renouvelables (Jean-Claude Andréini)
- Réseaux électriques intelligents (Dominique Maillard)
- Qualité de l’eau et gestion de la rareté (Chrisophe Chevillion et Jean-Louis Chaussade)
- Biotechnologies médicales (André Choulika)
- Dispositifs médicaux innovants (Sacha Loiseau et André-Michel Ballester)
- Souveraineté des télécoms (Philippe Keryer)
- Industrie du bois (Franck Mathis et Dominique Weber)
- Recyclage et matériaux verts (Antoine Frérot)
- Rénovation thermique des bâtiments (Jacques Pestre et Marcel Torrents)
- Chimie verte et biocarburants (Pascal Barthélémy)
- Textiles techniques et intelligents (Yves Dubief)
- Usine du futur (Frédéric Sanchez et Bernard Charlès).

## Débats et critiques
Le cabinet McKinsey estime le potentiel des 34 plans Nouvelle France industrielle à 480 000 créations d'emplois sur dix ans.